# رأس جسر
رأس جسر

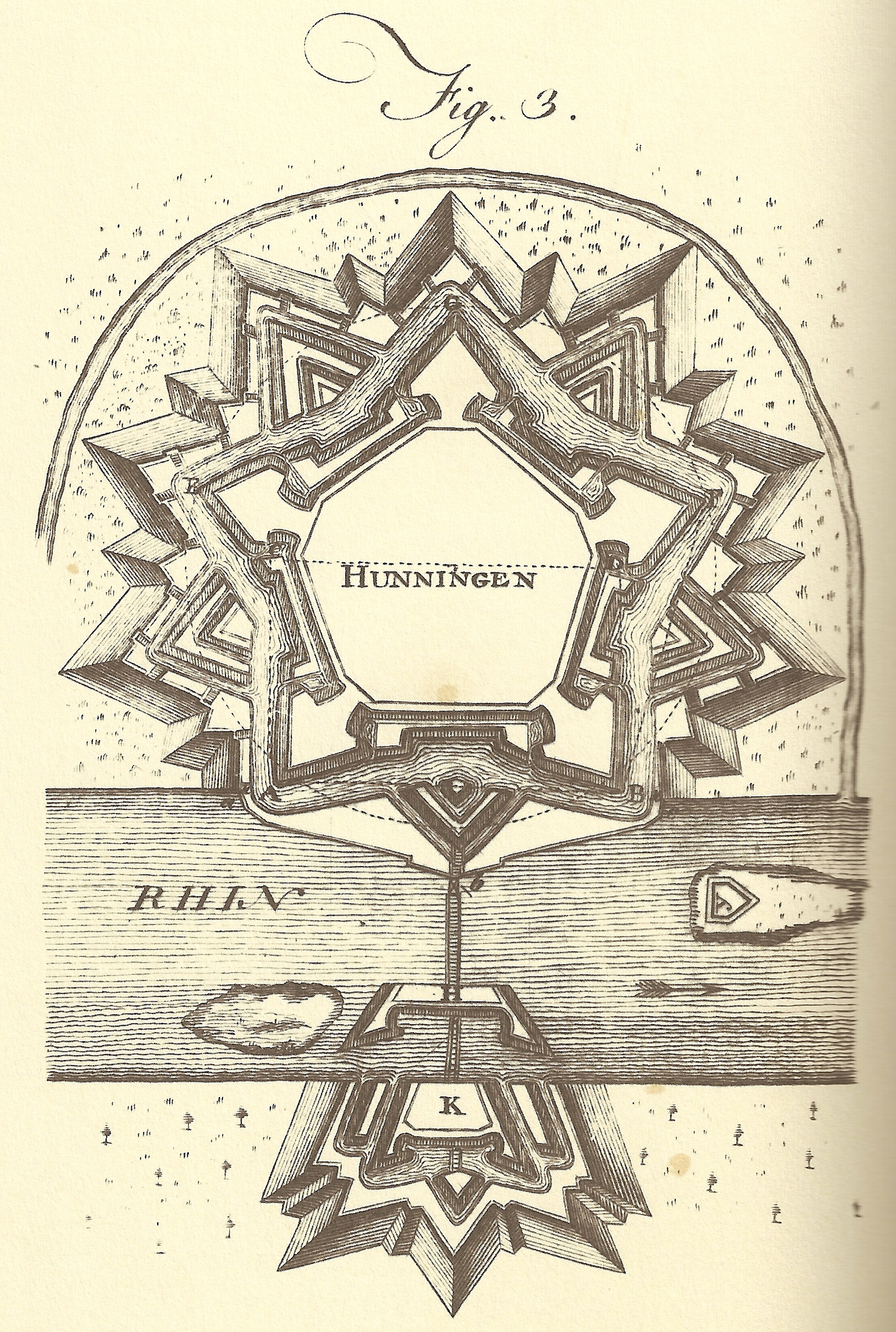

عسكريا هو المساحة التي يحتلها جيش بعد إنزاله في منطقة و ينطلق منها لمواصله الهجوم و التقدم أو التراجع في حالة الخوف من الهزيمة
ومن أهم رؤوس الجسور التي أقامها الحلفاء في الحرب العالمية الثانية شواطئ النورماندي و المناطق المجاورة و خاصة ميناء شاربورغ  والتي سمحت لهم بالتقدم في فرنسا  وتحرير أوروبا الغربية والاتجاه إلى ألمانيا.
ان المصطلح في الاصل هو من اللغة البحرية حيث كان على الجنود البحارة المهاجمين السيطرة على جزء من جانب السفينة العدوة للسماح لبقية الجنود من السيطرة عليها